# Xyloryctes jamaicensis
Xyloryctes jamaicensis — вид жуків-носорогів з роду Xyloryctes, поширений у США та на південному сході Канади. Основною кормовою рослиною для личинок є ясен американський, тому ареали двох видів приблизно збігаються.

## Опис
Великий або середнього розміру чорний або бурий жук з опуклим тілом. Довжина тіла від 2,1 до 3,8 см, ширина 1,27 — 2 см. На надкрилах 6 крапкових борозенок по центру та 2-4 слабких по краях. 

## Спосіб життя
Жуки виходять з грунту наприкінці липня чи на початку серпня. Часто вони збираються сотнями й тисячами навколо ясенів. Самиці забурюються в грунт та відкладають  яйця. Личинки розвиваються поблизу коренів ясена американського, часто на піщаному грунті. Дорослі личинки живляться листяним перегноєм, часто на деякій віддалі від дерева. Заляльковування відбувається восени, дорослі особини виходять з лялечки в травні.